# Hippomonavella parvicapitata
Hippomonavella parvicapitata är en mossdjursart som först beskrevs av Ferdinand Canu och Ray Smith Bassler 1930.  Hippomonavella parvicapitata ingår i släktet Hippomonavella och familjen Bitectiporidae. Inga underarter finns listade i Catalogue of Life.